# 食品中的植物化学物列表
虽然许多证据表明富含水果，蔬菜，豆类，全谷类和坚果的饮食对健康有好处，但科学家和政府监管部门尚未确定具体哪一种食物对健康有益。至于这些健康益处究竟是由必需营养素还是非必需的植物化学物质所致，这还是当下的一个研究课题。 
以下是常见食品中的植物化学物质列表。

## 类萜（异戊二烯）

### 胡萝卜素(tetraterpenoids)

#### 胡萝卜素
橙色色素
- α-胡萝卜素 – （维生素原A） 胡萝卜，南瓜，玉米，橘子，橙子
- β-胡萝卜素 – （维生素原A） 深绿色叶菜，红色，橙色和黄色果蔬
- γ-胡萝卜素 -（维生素原A）
- δ-胡萝卜素
- ε-胡萝卜素
- 番茄红素 木鳖果，番茄，西柚，西瓜，番石榴，杏子，胡萝卜，牛奶子
- 链孢红素（Neurosporene）
- 六氢番茄红素 杨桃，地瓜，橘子
- 八氢番茄红素（Phytoene） 地瓜，橘子

#### 叶黄素
黄色色素 
- 角黄素 红辣椒
- 隐黄质(Cryptoxanthin) （维生素原A）芒果，橘子，橙子，木瓜，桃，鳄梨，豌豆，西柚，猕猴桃
- 玉米黄素 枸杞，菠菜，羽衣甘蓝，芜菁叶，玉米，鸡蛋，红辣椒，南瓜，橘子
- 虾青素 微生藻(microalgae)，酵母，磷虾，虾，三文鱼，龙虾，一些蟹类
- 叶黄素 菠菜，芜菁叶，罗马生菜，鸡蛋，红辣椒，南瓜，芒果，木瓜，橙子，猕猴桃，桃，夏南瓜，芸薹，李子，地瓜，香瓜，欧大黄，梅子，鳄梨，梨，芫荽
- 玉红黄素（Rubixanthin） 蔷薇果

### 三萜
- 皂苷 豆类（如黄豆），玉米，苜蓿
- 齐墩果酸 垂序商陆，腺牧豆樹，大蒜，莲雾，及许多其它蒲桃属植物
- 熊果酸 苹果，九层塔，欧洲越橘，蔓越莓，接骨木花，薄荷，薰衣草，牛至，百里香，山楂，李子
- 白桦酸(betulinic acid) 印度枣树，北美白樺，热带食肉植物如盾籽穗葉藤及钩枝藤，柿子，五桠果，蒲桃，白桦茸，及许多其它蒲桃属植物
- 鲁钝酸(moronic acid) 羅氏鹽膚木，槲寄生

### 二萜
- Cafestol

### 单萜
- 柠烯 柑橘属的精油，樱桃，薄荷，莳萝，大蒜，芹菜，玉米，迷迭香，生姜，九层塔
- 紫苏子醇(perillyl alcohol) 柑橘属的精油，啤酒花，葛缕子，薄荷
- 香葉醇 馬丁香油、玫瑰油等精油，九里香、大蒜、月桂等
- 薄荷醇 薄荷精油

### 类固醇
- 植物固醇 扁桃，腰果，花生，芝麻，葵花籽，全谷粒小麦，玉米，黄豆，各种植物油
  - 菜油甾醇 荞麦
  - β-谷固醇 鳄梨，米糠，小麦胚芽，玉米油，茴香，花生，黄豆，山楂，九层塔，荞麦
  - γ-谷固醇
  - 豆固醇 荞麦
- 生育酚 (维生素E)

## 酚类化合物
- 洋芹腦（Apiole） 欧芹，芹菜叶
- 鼠尾草酚 （Carnosol） 迷迭香，鼠尾草
- 香芹酚 （Carvacrol） 牛至，百里香，独行菜，拟美国薄荷
- 莳萝芹脑（Dillapiole） 莳萝，茴香根
- 迷迭香酚（Rosemarinol） 迷迭香

### 多酚

#### 黄酮类化合物
红色, 藍色及紫色色素
- 黄酮醇
  - 檞皮素 紫洋葱,黄洋葱，茶，葡萄酒，苹果，蔓越莓，荞麦，豆类，欧当归
  - 山奈酚 茶叶，草莓，醋栗，蔓越莓，西柚，苹果，豌豆，芸薹属（西兰花，羽衣甘蓝，抱子甘蓝，卷心菜），细香葱，菠菜，菊苣， 京葱，番茄
  - 杨梅黄酮 葡萄，红葡萄酒，莓类水果，核桃
  - 漆黃素 （Fisetin） 草莓，黄瓜
  - 芦丁 柑橘属水果，橙子，柠檬，莱姆，西柚，莓类水果，桃，苹果，槐树果，芦笋，荞麦，欧芹，番茄，杏子，欧大黄，茶叶
  - 异鼠李素（Isorhamnetin） 红芜菁，一枝黄花，芥菜，银杏
- 黄烷酮
  - 橙皮苷（Hesperidin） 柑橘属水果
  - 柚皮素（Naringenin） 柑橘属水果
  - 水飞蓟素 水飞蓟
  - 毛纲草酚（Eriodictyol）
- 黄酮类
  - 刺槐黄素（Acacetin） 剌槐，达米阿那
  - 芹菜素（apigenin） 雏菊，芹菜，欧芹
  - 白杨素（chrysin） 蓝花西番莲，平菇，木蝴蝶
  - 香叶木素（Diosmetin） 蚕豆
  - 橘皮素（Tangeritin） 橘子，其它柑橘属水果的果皮
  - 木犀草素 甜菜，菜蓟，芹菜，胡萝卜，芹菜根，瑞典芜菁，欧芹，薄荷，雏菊，香茅，菊花
- 黄烷醇
  - 儿茶素类 白茶，绿茶，红茶，葡萄，葡萄酒，苹果汁，可可，小扁豆，黑眼豌豆
    - （+）-儿茶素
    - （+）-没食子儿茶素（gallocatechin）
    - （−）-表儿茶素（epicatechin）
    - （−）-表没食子儿茶素（epigallocatechin）
    - （−）-表儿茶素没食子酸酯
    - （−）-表没食子儿茶素没食子酸酯

  - 茶黄素 红茶
    - 茶黄素-3'-没食子酸酯（theaflavin-3-gallate） 红茶

  - 茶红素
  - 原花青素
- 黄烷酮醇
- 花青素和花色素苷  红葡萄酒，各种红色，紫色和蓝色的果蔬
  - 天竺葵素（Pelargonidin） 越橘，树莓，草莓
  - 芍叶色素（Peonidin） 越橘，蓝莓，樱桃，蔓越莓，桃
  - 矢车菊素 红色的苹果和梨，越橘，黑莓，蓝莓，樱桃，蔓越莓，桃，李子，山楂，洛根莓，可可
  - 翠雀花素 越橘，蓝莓，茄子
  - 锦葵色素（Malvidin） 锦葵，越橘，蓝莓
  - 矮牵牛素（Petunidin）

#### 異黃酮類
- 異黃酮 （植物雌激素） 的骨架源于3-苯基铬-4-1（在位置2处没有取代碳的羟基)
  - 大豆苷原 黄豆，苜蓿芽，红三叶草，鹰嘴豆，花生，葛根，其它豆类
  - 染料木素（geniatein）黄豆，苜蓿芽，红三叶草，鹰嘴豆，花生，其它豆类
  - 黄豆黄素（glycitein） 黄豆
  - 葛根素 葛根
  - 金雀異黃酮 (Genistein)黃豆
- 异黄烷（isoflavanes）
- 异黄烷二醇（isoflavandiols）
- 異黃烯（isoflavenes）
- 紫檀烷（Pterocarpans） 或 香豆素（Coumestans） （植物雌激素）
- 香豆雌酚（Coumestrol） 红三叶草，苜蓿芽，黄豆，豌豆，抱子甘蓝

#### 查耳酮类化合物（Chalconoids）
- 二氫查耳酮類
  - 梨根苷 薔薇科梨屬植物根皮、蘋果種仁

#### 黃酮木脂素類（Flavonolignans）
- 水飞蓟素 菜蓟，水飞蓟

#### 木酚
植物性雌激素 植物种子（亚麻籽，芝麻，南瓜籽，葵花籽，罂粟籽），全谷物（黑麦，燕麦，大麦），麸皮（小麦，燕麦，黑麦），水果（特别是莓类水果）及蔬菜
- 羅漢松樹脂醇（Matairesinol） 亚麻籽，芝麻，黑麦，燕麦麸，罂粟籽，草莓，黑加仑，西兰花
- 亞麻木酚素（Secoisolariciresinol） 亚麻籽，葵花籽，芝麻，南瓜，草莓，蓝莓，蔓越莓，西葫芦，黑加仑，胡萝卜
- 松脂醇（Pinoresinol） 和 落叶松树脂醇（lariciresinol） [3] 芝麻，芸薹属蔬菜

#### 芪族类化合物（Stilbenoids）
- 藜芦醇 葡萄皮和籽，葡萄酒，坚果，花生，虎杖
- 紫檀芪（Pterostilbene） 葡萄，蓝莓
- 白皮杉醇（piceatannol） 葡萄
- 赤松素（Pinosylvin）

#### 类姜黄素
- 姜黄素 （其氧化物为香草醛） 姜黄，芥末

#### 单宁酸

##### 可水解单宁酸
- 鞣花单宁（ellagitannins）
  - 安石榴甙（Punicalagins） 茶叶，莓类水果
  - 栗木鞣花素（Castalagins）
  - 栎木鞣花素（Vescalagins）
  - 栗木素（Castalins）
  - 木麻黄鞣亭（Casuarictins）
  - 葛兰素（Grandinins）
  - 石榴皮鞣素（Punicalins）
  - 橡木丹宁A（Roburin A）
  - 唢呐草II素（Tellimagrandin IIs）
  - 榄仁黄素B（Terflavin Bs）
- 五倍子鞣質（Gallotannins）
  - 双没食子酰基葡萄糖（Digalloyl glucose）
  - 1,3,6-三没食子酰基葡萄糖（Trigalloyl glucose）

##### 冷凝单宁酸
- 原花青素 马栗，蔓越莓汁，花生皮

##### 褐藻多酚（Phlorotannins）
提取自褐藻（eclonia cava, sargassum mcclurei）及海橡树（eisenia bicyclis, fucus vesiculosus）

##### 黄酮-鞣花单宁
提取自蒙古栎

### 芳香酸

#### 酚酸
- 水杨酸 胡椒薄荷，甘草，花生，小麦
- 香草 和 香草酸（vanillic acid） 阿萨伊果油，香草荚，丁香
- 棓酸 茶叶，芒果，草莓，欧大黄，黄豆
- 鞣花酸 核桃，草莓，蔓越莓，黑莓，番石榴，葡萄
- 单宁酸 荨麻，茶叶，莓类水果

#### 羟基酸
- 咖啡酸 牛蒡，山楂，菜蓟，梨，九层塔，百里香，牛至，苹果，橄榄油
- 绿原酸 紫锥花，草莓，菠萝，咖啡，葵花，蓝莓
- 肉桂酸 肉桂，芦荟
- 阿魏酸 燕麦，大米，菜蓟，橙子，菠萝，苹果，花生，阿萨伊果油
- 香豆素 柑橘属水果，玉米

### 苯乙醇类化合物（Phenylethanoids）
- 酪醇 橄榄油
- 羟基酪醇 橄榄油
- 橄榄油刺激醛（oleocanthal） 橄榄油
- 橄榄苦苷 橄榄油

### 其他
- 辣椒素 辣椒
- 6-姜醇（gingerol） 姜
- 烷基间苯二酚（Alkylresorcinols） 全麦，黑麦，大麦
- 胡椒碱 黑胡椒

## 硫苷

### 异硫氰酸酯前体
- 异硫氰酸烯丙酯前体（Sinigrin) 西兰花，抱子甘蓝，黑芥末籽
- 苯甲基异硫前体 （Glucotropaeolin)
- 苯乙硫氰酸酯前体（Gluconasturtiin)
- 萝卜硫前体（Glucoraphanin) 芸薹属蔬菜：西兰花，菜花，抱子甘蓝，卷心菜

### 糖苷配基衍生物
- 异硫氰酸酯
  - 萝卜硫(sulforaphane) 西兰花，菜花，抱子甘蓝，卷心菜
  - 异硫氰酸烯丙酯
  - 異硫氰酸苯乙酯
  - 苯甲基异硫(benzyl isothiocyanate)
- 恶唑烷-2-硫酮（Oxazolidine-2-thiones）
- 腈
- 硫氰酸盐

### 有机硫化合物
- 多硫化物 (葱属化合物)
  - 烯丙甲基三硫化物(allyl methyl trisulfide) 大蒜，洋葱，京葱，细香葱，火葱
- 硫化物
  - 二烯丙基二硫 大蒜，洋葱，京葱，细香葱，火葱
- 大蒜素 大蒜
- 蒜氨酸 大蒜
- 异硫氰酸烯丙酯 辣根，芥末，山葵
- 丙硫醛-S-氧化物 切开的洋葱

### 吲哚
- 芥蘭素（Indole-3-carbinol） 卷心菜，羽衣甘蓝，抱子甘蓝，瑞典芜菁，芥菜，西兰花
- 3,3-二吲哚基甲烷（DIM）西兰花，抱子甘蓝，卷心菜，羽衣甘蓝

## 甜菜红(Betalains)
- 甜菜红素(Betacyanins) 甜菜，莙薘菜，苋菜
  - 甜菜苷(betanin)
  - 异甜菜苷(isobetanin)
  - 前甜菜苷(probetanin)
  - 新甜菜苷(neobetanin)
- 甜菜黄素(Betaxanthins)(无糖苷版本)
  - 梨果仙人掌黄质(Indicaxanthin) 甜菜，仙人掌果
  - 仙人掌黄质(Vulgaxanthin) 甜菜

## 叶绿素
- 葉綠酸

## 其他有机酸
- 饱和环酸
  - 磷酸 (肌六磷酸) 谷物，坚果，芝麻，黄豆，小麦，南瓜，豆类，杏仁
  - 奎宁酸
- 草酸 橙子，菠菜，欧大黄，茶叶，咖啡，香蕉，姜，杏仁，地瓜，灯笼辣椒
- 石酸 杏子，苹果，葵花籽，鳄梨，葡萄，酸角
- 檸檬酸 柑橘類水果，如檸檬、橙、青檸等
- 檟如子酸（Anacardic acid） 腰果，芒果
- 苹果酸 苹果
- 咖啡酰酒石酸(caftaric acid)
- 香豆酰酒石酸（Coutaric acid）
- 阿魏酰酒石酸（Fertaric acid）

## 醛類化合物
- 桂皮醛 肉桂
- 癸酰乙醛 魚鯹草

## 醇類
- 正壬醇 陳皮

## 胺
- 甜菜鹼 甜菜根

## 碳水化合物

### 糖
- 己糖 小麦，大麦
- 戊糖 黑麦，燕麦

### 多糖
- Β-葡聚糖
  - 甲壳素 真菌
  - 香菇多糖 香菇及其它可食用真菌
- 果聚糖
  - 菊粉 许多植物，如洋姜，菊苣
- 木质素 水果的核、蔬菜（菜豆豆荚里的“筋”），谷物
- 果胶 水果的表皮（苹果，榅桲），蔬菜

## 蛋白酶抑制剂
- 蛋白酶抑制剂 黄豆，植物种子，豆类，土豆，鸡蛋，谷物